# Martin Grove Brumbaugh

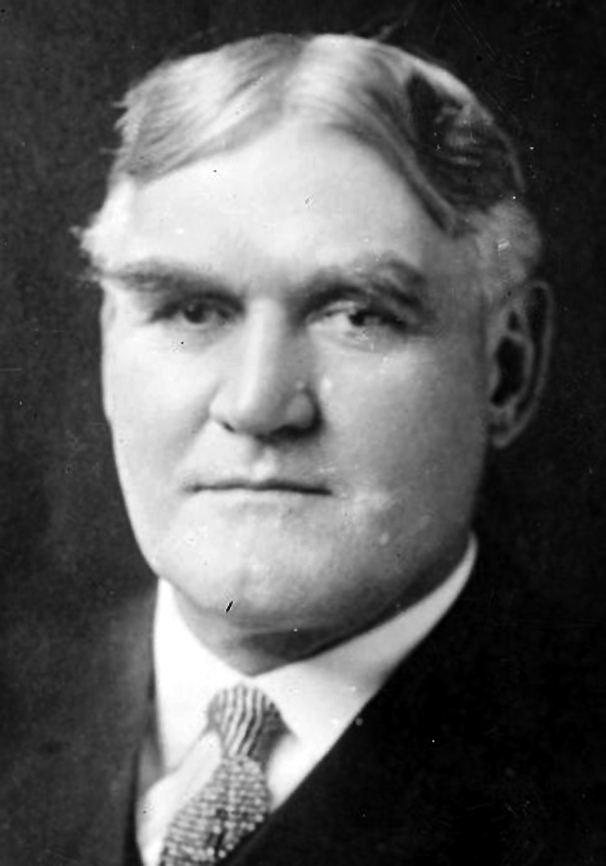
Martin Brumbaugh

Martin Grove Brumbaugh (* 14. April 1862 im Huntingdon County, Pennsylvania; † 14. März 1930 in Pinehurst, North Carolina) war ein US-amerikanischer Politiker (Republikanische Partei) und von 1915 bis 1919 der 27. Gouverneur des Bundesstaates Pennsylvania.

## Frühe Jahre und beruflicher Aufstieg
Martin Brumbaugh besuchte das Juanita College und studierte danach an der State Normal School in Millersville Mathematik, wo er zum Lehrer ausgebildet wurde. Dort hat er zwischen 1882 und 1883 auch unterrichtet. Von 1884 bis 1890 war er Schulrat (School Superintendent) im Huntington County. In den Jahren 1893 und 1894 hat er seine Kenntnisse durch weitere Studien an der Harvard University und der University of Pennsylvania vervollständigt. An dieser Universität erhielt er 1894 einen Lehrstuhl für Pädagogik. Zwischen 1895 und 1906 war er Leiter des Juanita College, auf dem er einst zur Schule gegangen war. In dieser Zeit reiste Brumbaugh in verschiedene Teile der USA, wo er Vorträge hielt. Außerdem war er Präsident der Lehrervereinigung von Pennsylvania. Zwischen 1906 und 1915 war er Leiter des öffentlichen Schulsystems der Stadt Philadelphia. Dort hat er sich große Verdienste bei der Modernisierung des Schulsystems erworben. Sein Erfolg auf dem Bildungssektor war auch der Grund für die Nominierung zum Kandidaten der Republikanischen Partei für die nächsten Gouverneurswahlen.

## Gouverneur von Pennsylvania
Nach seinem Wahlsieg 1914 trat Martin Brumbaugh seine vierjährige Amtszeit am 15. Januar 1915 an. Seine Amtsführung war konservativ. Er hat in seiner Amtszeit über 400 Anträge bzw. Gesetzesvorlagen mit seinem Veto blockiert. Allerdings wurden trotzdem Verbesserungen im Bereich der Kinderarbeit, des Umweltschutzes und der Sozialgesetzgebung erreicht. Brumbaugh war ein Anhänger der Prohibition und ein Gegner der Todesstrafe. Trotz seiner konservativen Einstellung unterstützte er die Forderungen nach dem Frauenwahlrecht. Im Jahr 1916 war er als republikanischer Präsidentschaftskandidat im Gespräch.
In seine Amtszeit fällt der amerikanische Kriegseintritt in den Ersten Weltkrieg im April 1917. Brumbaugh, der eine pazifistische Grundeinstellung hatte, war ursprünglich für die amerikanische Neutralität im europäischen Krieg eingetreten. Nach dem Kriegseintritt unterstützte er dann aber die Anstrengungen der Bundesregierung. Die Wirtschaft wurde auf die Rüstungsproduktion umgestellt; Soldaten wurden gemustert und zu den Streitkräften eingezogen. Damals wurde auch ein Verteidigungsrat für Pennsylvania eingerichtet. Während des Ersten Weltkrieges kamen etwa 11.000 Soldaten aus Pennsylvania ums Leben, etwa 26.000 wurden verwundet. Damals wurde der Staat auch noch von einer schweren Grippewelle heimgesucht, der weitere 54.000 Menschen zum Opfer fielen.

## Weiterer Lebenslauf
Nach dem Ende seiner Amtszeit zog sich Brumbaugh aus der Politik zurück. Er reiste erneut durch das Land und hielt Vorträge, oder er schrieb Bücher. Im Jahr 1924 wurde er noch einmal Leiter des Juanita College. Dieses Amt behielt er bis zu seinem Tod im Jahr 1930. Er starb in Pinehurst in North Carolina, wohin er sich auf Anraten seines Arztes zur Erholung begeben hatte. Martin Brumbaugh war zweimal verheiratet und hatte zwei Kinder.

## Auszeichnungen und Ehrungen
- 1908 Mitglied der American Philosophical Society[1]